# Cmentarz ewangelicki w Woli Mikorskiej
Cmentarz ewangelicki w Woli Mikorskiej – nieczynny ewangelicki cmentarz znajdujący się w zagajniku nieopodal skrzyżowania drogi wojewódzkiej nr 484 z drogą prowadzącą do wsi Ławy. W okresie od połowy XIX wieku do roku 1945 służył Parafii Ewangelicko-Augsburskiej w Bełchatowie. W dwudziestoleciu międzywojennym, z inicjatywy bełchatowskiego pastora Gerhardta został ogrodzony.
Aktualnie cmentarz jest zniszczony i zaniedbany. Pozostało jedynie kilka nagrobków i fragmenty dawnego ogrodzenia.